# Vittorio Emanuele (cuirassé)
Le Vittorio Emmanuele était un navire de la classe Regina Elena de cuirassés pré-dreadnought construits pour la Regia Marina italienne.
Le navire a été construit par le Chantier naval de Castellammare di Stabia en 1901, lancé en 1904 et achevé en 1908. Il était le deuxième navire de la classe Regina Elena, qui comprenait trois autres navires : Regina Elena, Napoli et Roma. Le Vittorio Emmanuele était armé d'une batterie principale de deux canons de 305 mm (12 pouces) et de douze canons de 203 mm (8 pouces). Il était assez rapide pour l'époque, avec une vitesse de pointe de près de 21 nœuds (39 km/h).
Le Vittorio Emmaneule a participé à la guerre italo-turque en tant que navire amiral de la 1re division. Pendant la guerre, il a participé à des opérations en Cyrénaïque et en Méditerranée orientale, notamment à la prise des îles de Rhodes et du Dodécanèse. Il a servi pendant la Première Guerre mondiale, mais n'a pas combattu pendant la guerre en raison de l'hésitation des marines italienne et austro-hongroise à risquer leurs navires capitaux dans une bataille rangée. Il est resté en service comme navire-école jusqu'en 1923, date à laquelle il a été rayé du registre naval et mis à la ferraille.

## Conception
Les plans de la classe Regina Elena ont été préparés par le célèbre ingénieur naval Vittorio Cuniberti, alors ingénieur en chef de la Regia Marina italienne (Marine royale). La Marine a spécifié un navire qui serait plus puissant que les croiseurs blindés contemporains et plus rapide que les cuirassés étrangers pré-dreadnought, avec un déplacement ne dépassant pas 13 000 tonnes longues (13 210 t). Les deux premiers navires - Regina Elena et Vittorio Emanuele - ont été commandés pour l'année fiscale 1901, et la dernière paire - Roma et Napoli - a été autorisée l'année suivante.

### Caractéristiques

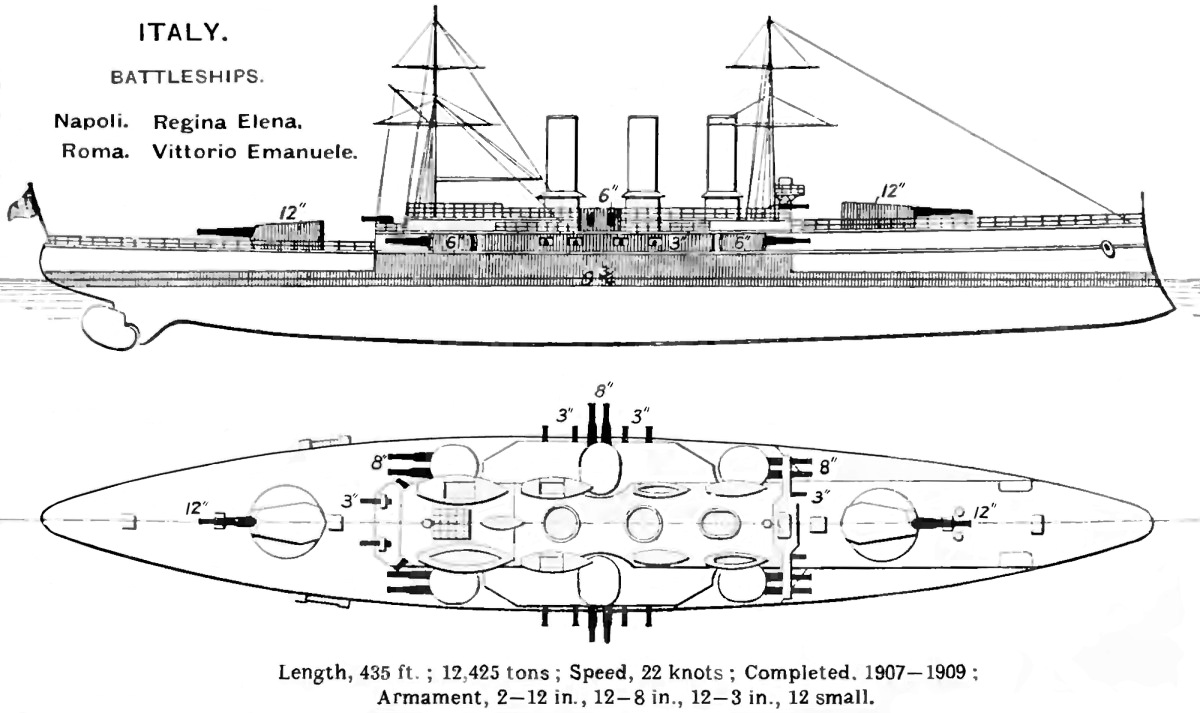
Dessin au trait des cuirassés de la classe Regina Elena, tiré de l'édition 1912 du Brassey's Naval Annual.

Le Vittorio Emanuele avait une longueur totale de 144,6 mètres (474 pieds), une largeur de 22,4 m (73 pieds) et un tirant d'eau maximal de 8,58 m (28,1 pieds). Il déplaçait 13 914 tonnes longues (14 137 t) à pleine charge. Le navire avait une proue légèrement inversée et un long pont de gaillard qui s'étendait au-delà du mât principal. Le Vittorio Emanuele avait un équipage de 742 à 764 officiers et hommes de troupe.
Son système de propulsion était composé de deux moteurs à vapeur verticaux à triple expansion, chacun entraînant une hélice. La vapeur pour les moteurs était fournie par 28 chaudières Belleville alimentées au charbon qui étaient ventilées dans trois cheminées. Le système de propulsion du navire avait une puissance nominale de 19 424 chevaux (14 484 kW) et offrait une vitesse maximale de 21,36 nœuds (39,56 km/h) et une autonomie d'environ 10 000 milles nautiques (19 000 km) à 10 nœuds (19 km/h),.
Tel que construit, le navire était armé d'une batterie principale de deux canons de 305 mm (12 pouces) de calibre 40 placés dans deux tourelles à un seul canon, une à l'avant et une à l'arrière. Le navire était également équipé d'une batterie secondaire de douze canons de 203 mm (8 pouces) de calibre 45 placés dans six tourelles jumelles au milieu du navire. La défense à courte portée contre les torpilleurs était assurée par une batterie de seize canons de 76 mm (3 pouces) de calibre 40 dans des casemates et des supports pivotants. Le Vittorio Emanuele était également équipé de deux tubes lance-torpilles de 450 mm (17,7 pouces) placés dans la coque sous la ligne de flottaison.
Le Vittorio Emanuele était protégé par de l'acier Krupp fabriqué à Terni. La ceinture principale avait une épaisseur de 250 mm (9,8 pouces) et le pont une épaisseur de 38 mm (1,5 pouces). Le tour de contrôle était protégé par un blindage de 254 mm (10 in). Les canons de la batterie principale avaient un blindage de 203 mm d'épaisseur, et les tourelles des canons secondaires avaient des flancs de 152 mm (6 pouces) d'épaisseur.

## Service
Le Vittorio Emanuele a été construit par le chantier naval "Regio Cantiere di Castellammare di Stabia" (Chantier naval de Castellammare di Stabia) à Castellammare di Stabia ; sa quille a été posée le 18 septembre 1901. Le navire a été lancé le 12 octobre 1904 et la construction s'est achevée le 1er août 1908. Le Vittorio Emanuele a servi dans l'escadron de service actif jusqu'en 1910, date à laquelle ses trois navires-jumeaux (sister-ship) ont été achevées, portant le nombre total de cuirassés de première ligne à six, qui comprenaient également les deux cuirassés de classe Regina Margherita. L'escadron de service actif était généralement en service pendant sept mois de l'année pour l'entraînement ; le reste de l'année, il était placé en réserve.

### Guerre italo-turque

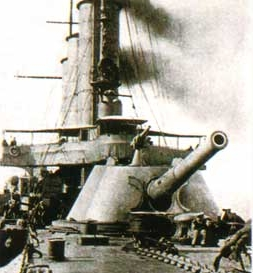
La tourelle du canon avant du Vittorio Emanuele.

Le 29 septembre 1911, le royaume d'Italie déclare la guerre à l'Empire ottoman afin de s'emparer de la Libye. Le Vittorio Emanuele sert de navire amiral au vice-amiral Augusto Aubry, commandant de la 1re division pendant toute la durée du conflit. Le 30 septembre, le Vittorio Emanuele, son navire-jumeau Roma et le croiseur blindé Pisa croisent en mer Égée, à la recherche de l'escadron d'entraînement ottoman qui a quitté Beyrouth pour Constantinople deux jours auparavant, et qui ne sait pas que la guerre a été déclarée. La flottille italienne ne réussit pas à localiser sa proie, qui réussit à atteindre Constantinople sans encombre.
Le 18 octobre, le Vittorio Emanuele et ses trois navires-jumeaux, ainsi que trois croiseurs et plusieurs destroyers et torpilleurs ont escorté un convoi qui transportait la moitié de la 2e division d'infanterie à Benghazi. Lorsque les Ottomans ont refusé de rendre la ville avant l'assaut amphibie, la flotte italienne a ouvert le feu sur les défenseurs turcs à 08h00, tandis que les groupes de débarquement des navires et de l'infanterie de l'armée descendaient à terre. Les Italiens ont rapidement forcé les Ottomans à se retirer dans la ville dans la soirée. Après un court siège, les forces ottomanes se sont retirées le 29 octobre, laissant la ville aux Italiens.
En décembre, le Vittorio Emanuele et les autres navires du 1er escadron étaient dispersés dans les ports de la Cyrénaïque. Le Vittorio Emanuele, le Pisa et les croiseurs protégés Etruria et Etna sont stationnés à Tobrouk. Ils y ont soutenu l'armée italienne qui occupait la ville et ses environs en fournissant des équipes de débarquement et un appui-feu aux troupes terrestres. Au début de 1912, la majeure partie de la flotte s'était retirée en Italie pour y être réparée et remise en état, ne laissant qu'une petite force de croiseurs et d'embarcations légères pour patrouiller la côte nord-africaine. Le 4 mars, Aubry mourut à bord de son navire amiral ; l'amiral Luigi Faravelli le remplaça comme commandant d'escadron.
Le 13 avril, la 1re division quitte Tarente à destination de l'île de Rhodes. Pendant ce temps, la 3e division escortait un convoi de navires de transport de troupes de Tobrouk vers l'île. Les navires lourds italiens ont manifesté au large de la ville de Rhodes tandis que les transports ont débarqué le corps expéditionnaire à 16 km au sud le 4 mai; les soldats ont rapidement avancé sur la ville, soutenus par les tirs d'artillerie de la flotte italienne. Les Turcs rendent la ville le jour suivant. Entre le 8 et le 20 mai, le Vittorio Emanuele participe à la prise de plusieurs îles du Dodécanèse entre la Crète, Rhodes et Samos.
En juin, le Vittorio Emanuele et le reste de la 1re division étaient stationnés à Rhodes. Au cours des deux mois suivants, les navires ont effectué des croisières dans la mer Égée pour empêcher les Turcs de tenter de lancer leurs propres opérations amphibies pour reprendre les îles dont l'Italie s'était emparée en mai. La 1re division retourne en Italie à la fin du mois d'août pour y être réparée et rééquipée, et est remplacée par les cuirassés de la 2e escadre. La 1re division a quitté le port le 14 octobre, mais a été rappelée plus tard le même jour, lorsque les Ottomans ont accepté de signer un traité de paix pour mettre fin à la guerre.

### Première Guerre mondiale
L'Italie a déclaré sa neutralité après le début de la Première Guerre mondiale en août 1914, mais en juillet 1915, la Triple-Entente a convaincu les Italiens d'entrer en guerre contre les Puissances centrales. La marine austro-hongroise, rivale navale traditionnelle de l'Italie, est le principal adversaire dans ce conflit. Le chef d'état-major de la marine italienne, l'amiral Paolo Thaon di Revel, estime qu'une politique de flotte active est interdite par la menace sérieuse que représentent les sous-marins dans les eaux confinées de la mer Adriatique. Au lieu de cela, Revel a décidé de mettre en place un blocus à l'extrémité sud de l'Adriatique avec la flotte de combat, tandis que des navires plus petits, comme les bateaux MAS, menaient des raids sur les navires et les installations austro-hongrois. Pendant ce temps, les navires capitaux de Revel seraient préservés pour affronter la flotte de combat austro-hongroise au cas où elle chercherait un engagement décisif. Par conséquent, le navire n'a pas été particulièrement actif pendant la guerre.
Pendant la guerre, le Vittorio Emanuele et ses trois navires-jumeaux ont été affectées à la 2e division. Elles ont passé une grande partie de la guerre à se relayer entre les bases de Tarente, Brindisi et Valona, mais n'ont pas participé aux combats. Les 14 et 15 mai 1917, trois croiseurs légers de la marine austro-hongroise ont attaqué le barrage d'Otrante ; lors de la bataille du détroit d'Otrante, le Vittorio Emanuele et ses navires-jumeaux ont fait monter la vapeur pour aider les navires de guerre alliés, mais le commandant italien a refusé de les autoriser à se joindre à la bataille de peur de risquer leur perte dans l'Adriatique infestée de sous-marins.
Après la fin de la guerre, le Vittorio Emanuele a été utilisé comme navire-école pendant une courte période. Au cours de l'été 1922, il se trouvait à Constantinople lorsque le destroyer américain USS Bulmer est entré accidentellement en collision avec un cotre du Vittorio Emanuele, causant des dommages mineurs au bateau. Le lieutenant de vaisseau Joseph J. Clark, alors officier exécutif du Bulmer, est venu à bord du Vittorio Emanuele pour s'excuser de l'incident.
Au début de 1922, les principales marines du monde, y compris l'Italie, ont signé le traité naval de Washington. Selon les termes du traité, l'Italie pouvait garder le Vittorio Emanuele et ses trois navires-jumeaux, ainsi que les cuirassés dreadnought plus récents. En raison de la petite taille et de l'âge des navires, en particulier par rapport aux dreadnoughts modernes, les Italiens auraient pu garder les navires en service indéfiniment. Ils ne pouvaient cependant pas être remplacés par de nouveaux cuirassés selon la pratique normale du système du Traité, qui prévoyait des remplacements après qu'un navire ait atteint l'âge de 20 ans. Le Vittorio Emanuele a été rayé du registre naval le 1er avril 1923 et a ensuite été démoli pour la ferraille.